# Maria do Céu Patrão
Maria do Céu Patrão Neves (ur. 26 kwietnia 1959 w Lizbonie) – portugalska bioetyk i polityk związana z Azorami, doradczyni prezydenta Aníbala Cavaco Silvy ds. bioetyki (2006–2009), posłanka do Parlamentu Europejskiego VII kadencji.

## Życiorys
Została profesorem w katedrze etyki na Uniwersytecie Azorów, zawodowo związana z tą uczelnią. Kształciła się w dziedzinie bioetyki w Kennedy Institute of Ethics na Georgetown University w Waszyngtonie. Od 2006 do 2009 doradzała w kwestiach bioetycznych prezydentowi Portugalii.
Zasiadała w gremiach ds. bioetyki, m.in. Global Ethics Observatory, UNESCO, International Association of Bioethics, Conselho Nacional de Ética para as Ciências da Vida, Comissão de Ética para a Saúde no Hospital de Ponta Delgada. W 1995 była założycielką i koordynatorką Pólo Açores do Centro de Estudos de Bioética.
W 2009 znalazła się na szóstym miejscu listy Partii Socjaldemokratycznej do Parlamentu Europejskiego, uzyskując jeden z ośmiu mandatów przydzielonych socjaldemokratom. Zastąpiła Duarte Freitasa w roli reprezentanta archipelagu w PE. Przystąpiła do grupy Europejskiej Partii Ludowej oraz Komisji Rybołówstwa.

## Publikacje
- Comissões de Ética: das bases teóricas à prática quotidiana (1996)
- Para uma Ética da Enfermagem (2004)
- Bioética ou Bioéticas na evolução das sociedades (2005)
- Bioética Simples (2008)